# Cohen-Hufeisennase
Die im nordöstlichen Südafrika verbreitete Cohen-Hufeisennase (Rhinolophus cohenae) ist ein Fledertier in der Gattung der Hufeisennasen. Der schon 2004 von Lientjie Cohen eingesammelte Holotyp, war ein ausgewachsenes Männchen. Nach anfänglicher Einordnung in die Hildebrandt-Hufeisennase (Rhinolophus hildebrandtii) ist die Population seit 2012 als Art anerkannt. Sie erhielt ihren Namen zu Ehren der Finderin. Unterschiede zwischen beiden Arten liegen in morphologischen Details, in der Frequenz der Echoortungsrufe und in den molekulargenetischen Eigenschaften.

## Merkmale
Diese recht große Hufeisennase ist mit Schwanz 100 bis 107 mm lang, die Schwanzlänge liegt bei 39 bis 41 mm, die Unterarme sind 66 bis 68 mm lang und das Gewicht liegt bei etwa 25 g. Es sind ungefähr 34 mm lange Ohren vorhanden. Oberseits kommt graubraunes Fell vor, während die Unterseite hellgrau bis cremefarben ist. Typisch sind graubraune Flughäute und ein etwa 13 bis 16 mm breites Nasenblatt mit einer hufeisenartigen Grundform. Die seitlich abgerundeten Ohren sind oberseits zugespitzt. Allgemein gilt die Zahnformel I 1/2, C 1/1, P 1/3, M 3/3, was 30 Zähne im Gebiss ergibt. Einige Exemplare haben pro Seite einen weiteren Prämolar vor oder neben dem genannten Prämolar im Oberkiefer. Einen seitlich stehenden Prämolar hat keine andere Art der hildebrandtii-Gruppe. Die Cohen-Hufeisennase hat einen robusten Schädel.

## Verbreitung
Alle bekannten Funde stammen aus der Provinz Mpumalanga im Nordosten Südafrikas. Diese Fledermaus lebt im Hügel- und Bergland zwischen 450 und 1700 Meter Höhe. Sie hält sich in Savannen und anderen Grasländern mit verstreuten Sträuchern auf, die teilweise felsig sind.

## Lebensweise
Einzelne Tiere oder Gruppen mit bis zu 40 Mitgliedern ruhen am Tage in Felsspalten, in alten und wenig genutzten Gebäuden, in Tunneln oder in verlassenen Bergwerksstollen. Die Jagd auf Schmetterlinge und Käfer erfolgt überwiegend im Gestrüpp. Die Rufe zur Echoortung sind etwa 45 Millisekunden lang und die stärkste Intensität wird bei 33 kHz erreicht. Bei nahen verwandten Arten liegt dieser Wert zwischen 35 und 46 kHz. Angaben zur Fortpflanzung liegen nicht vor.

## Gefährdung
Der Bestand ist durch legalen und illegalen Bergbau sowie durch andere Störungen an den Ruheplätzen bedroht. Zukünftige Dürren aufgrund der globalen Erwärmung können den Lebensraum negativ beeinflussen und zu mehr Bränden führen. Die IUCN schätzte die Gesamtpopulation an erwachsenen Exemplaren im Jahr 2016 auf 1000 und listet die Cohen-Hufeisennase als gefährdet (vulnerable).